# Velika nagrada Danske 1962
Velika nagrada Danske 1962 je bila sedemnajsta neprvenstvena dirka Formule 1 v sezoni 1962. Odvijala se je 25. in 26. avgusta 1962.

## Dirka
| Poz | Dirkač                  | Moštvo                         | Konstruktor    | Čas/Odstop          | Št. mesto |
| --- | ----------------------- | ------------------------------ | -------------- | ------------------- | --------- |
| 1   | Jack Brabham            | Brabham Racing Organisation    | Lotus-Climax   | 59:14.1             | 1         |
| 2   | Masten Gregory          | UDT Laystall Racing Team       | Lotus-BRM      | + 20.5              | 2         |
| 3   | Innes Ireland           | UDT Laystall Racing Team       | Lotus-Climax   | + 33.2              | 4         |
| 4   | Gary Hocking            | Tim Parnell                    | Lotus-Climax   | + 2:21.3            | 7         |
| 5   | Ian Burgess             | Anglo-American Equipe          | Cooper-Climax  | + 2:34.1            | 6         |
| 6   | Trevor Taylor           | Team Lotus                     | Lotus-Climax   | + 3:15.5            | 8         |
| 7   | Carel Godin de Beaufort | Ecurie Maarsbergen             | Porsche        | + 1 krog            | 9         |
| 8   | Wolfgang Seidel         | Autosport Team Wolfgang Seidel | Lotus-BRM      | + 2 kroga           | 11        |
| 9   | Jay Chamberlain         | Ecurie Excelsior               | Lotus-Climax   | + 44 krogov         | 10        |
| Ods | John Surtees            | Bowmaker Racing Team           | Lola-Climax    | Vžig                | 3         |
| Ods | Roy Salvadori           | Bowmaker Racing Team           | Lola-Climax    | Trčenje             | 5         |
| WD  | Graham Hill             | Rob Walker Racing Team         | Lotus-Climax   |                     | -         |
| WD  | Kurt Kuhnke             | Kurt Kuhnke                    | Lotus-Borgward | Nepripravljen motor | -         |